# Nicholasville (Kentucky)
Nicholasville es una ciudad ubicada en el condado de Jessamine en el estado estadounidense de Kentucky. En el Censo de 2010 tenía una población de 28015 habitantes y una densidad poblacional de 826,96 personas por km².

## Geografía
Nicholasville se encuentra ubicada en las coordenadas 37°53′35″N 84°34′00″O / 37.89306, -84.56667. Según la Oficina del Censo de los Estados Unidos, Nicholasville tiene una superficie total de 33.88 km², de la cual 33.7 km² corresponden a tierra firme y (0.52%) 0.18 km² es agua.

## Demografía
Según el censo de 2010, había 28015 personas residiendo en Nicholasville. La densidad de población era de 826,96 hab./km². De los 28015 habitantes, Nicholasville estaba compuesto por el 91.46% blancos, el 4.26% eran afroamericanos, el 0.25% eran amerindios, el 0.55% eran asiáticos, el 0.06% eran isleños del Pacífico, el 1.17% eran de otras razas y el 2.25% pertenecían a dos o más razas. Del total de la población el 3.54% eran hispanos o latinos de cualquier raza.